# Freiheitlicher Österreichischer Lehrerverband
Der Freiheitliche Österreichische Lehrerverband wurde 1953 gegründet und ist der Dachverband aller in den Bundesländer existierenden Freiheitlichen Lehrervereine.

## Allgemeines: Lehrervereine in Österreich

### Monarchie
Lehrervereine bestehen seit der Mitte des 19. Jahrhunderts in Österreich und dienen der Mitsprache und der Mitbestimmung der Lehrer im Schulwesen. Sie waren zunächst auf einen Schultyp oder ein Fach zugeschnitten und verfolgten pädagogische und standespolitische Anliegen. Ende des 19. Jahrhunderts begannen die entstehenden Großparteien die unpolitischen, mehrheitlich liberal-national eingestellten Lehrervereine, zunächst die der Volks- und Bürgerschullehrer, zu unterwandern oder selbst Vereine zu gründen.

### 1. Republik und Nationalsozialismus
In der 1. Republik standen die meisten Lehrervereine bereits einer Partei nahe, ohne dies immer im Vereinsnamen auszudrücken. Sogar in der Pflichtorganisation "Verband deutsch-österreichischer Mittelschullehrer" (V. d. M.) drang schrittweise Parteipolitik ein, und verstärkt wurden gewerkschaftliche Ziele verfolgt. Zwischen 1934 und 1938 übernahmen ständische Berufskörperschaften die Agenden der zum Teil aufgelösten Lehrervereine, zwischen 1938 und 1945 war der "Nationalsozialistische Lehrerbund" (NSLB) die einzig zugelassene Standesvertretung.

### 2. Republik
In der 2. Republik wurden die Lehrervereine reorganisiert, konnten aber ihre frühere Bedeutung nicht mehr erlangen, da die Bundesregierung einzig den ÖGB (Figl-Erlass, 1946) als Verhandlungspartner in dienst- und besoldungsrechtlichen Fragen akzeptierte. Auch die seit 1967 eingerichteten Personalvertretungen beschnitten die Handlungsmöglichkeiten der Lehrervereine.
Die bedeutendsten Lehrervereine sind gegenwärtig: Katholische Lehrerschaft Österreich (gegründet 1893) mit weitgehend selbständigen Landesverbänden, Sozialistischer Lehrerverein Österreich (1945) mit Landesverbänden und der Freiheitliche Österreichischer Lehrerverband (1953) mit seinen Lehrervereinen in den Bundesländern.

## Einordnung
Der Freiheitliche Österreichische Lehrerverband vertritt Lehrer mit freiheitlicher und unabhängiger Gesinnung. Der Verband bekennt sich zur FPÖ, ist jedoch weder ein Teil der Partei noch von ihr abhängig. Mit einer Mitgliedschaft beim FLV bzw. einem der angeschlossenen Landeslehrervereine ist keine Parteimitgliedschaft verbunden.

## Aufgaben des Lehrerverbands
- Beratung der Bundespartei und der Landesparteien zu bildungspolitischen Themen
- Berufliche Förderung und standespolitische Vertretung der Mitglieder
- Förderung der Kameradschaft unter den Mitgliedern

## Organisation
- Freiheitlicher Lehrerverein Niederösterreich
- Freiheitlicher Lehrerverein Oberösterreich (gegründet 1869)
- Freiheitlicher Landeslehrerverein Salzburg (gegründet 1952)
- Freiheitlicher Wiener Lehrerverein
- Freiheitlicher Lehrerverein Steiermark
- Bildungsverein für unabhängige und freiheitliche Lehrerinnen und Lehrer in Kärnten (gegründet 2015)
- Freiheitlicher Lehrerverein Tirol

Im Burgenland und in Vorarlberg existieren nur Kontaktpersonen und keine eigenständige Vereine.
Bei den Personalvertretungswahlen tritt der Freiheitliche Lehrerverband unter dem Namen "Freie Lehrer" auf, um auch unabhängige Kandidaten und Wähler anzusprechen.